# Manra
Manra (englisch Manra Island, früher Sydney Island) ist das südöstlichste Atoll der kiribatischen Phoenixinseln. Es liegt im Pazifischen Ozean, etwa 490 km südlich des Äquators. Die Lagune hat keinen Zugang zum Meer und bildet einen stark salzhaltigen See, dessen Wasserspiegel etwas tiefer als der des umgebenden Meeres liegt. Auf diesem See befinden sich zahlreiche kleine Sandinseln (Motus).
Manra wurde 1823 vom Kapitän des Londoner Walfangschiffs Sydney Packet, T. Emmett, entdeckt und Sydney benannt.
Die (einschließlich Lagune) etwa 4,5 km² große Insel war nur zwischen 1938 und 1963 bewohnt. Sie war damals Zielort eines von britischen Kolonialisten eingeleiteten Umsiedlungsprogramms, des sogenannten „Phoenix Islands Settlement Scheme“, um der Überbevölkerung auf den nordwestlich gelegenen Gilbertinseln Herr zu werden. Es wurden zwei Dörfer angelegt, die Mauta und Ona hießen. Nach dem Scheitern des Projekts verließen aber nach und nach die Siedler die drei betroffenen Inseln Manra (Sydney), Nikumaroro und Orona (Hull) wieder.
Die Inseln sind heute unbewohnt, dienen allerdings zahlreichen Seevögeln als Brutplatz; seit 1975 ist Manra ein offizielles Naturreservat.

Galerie
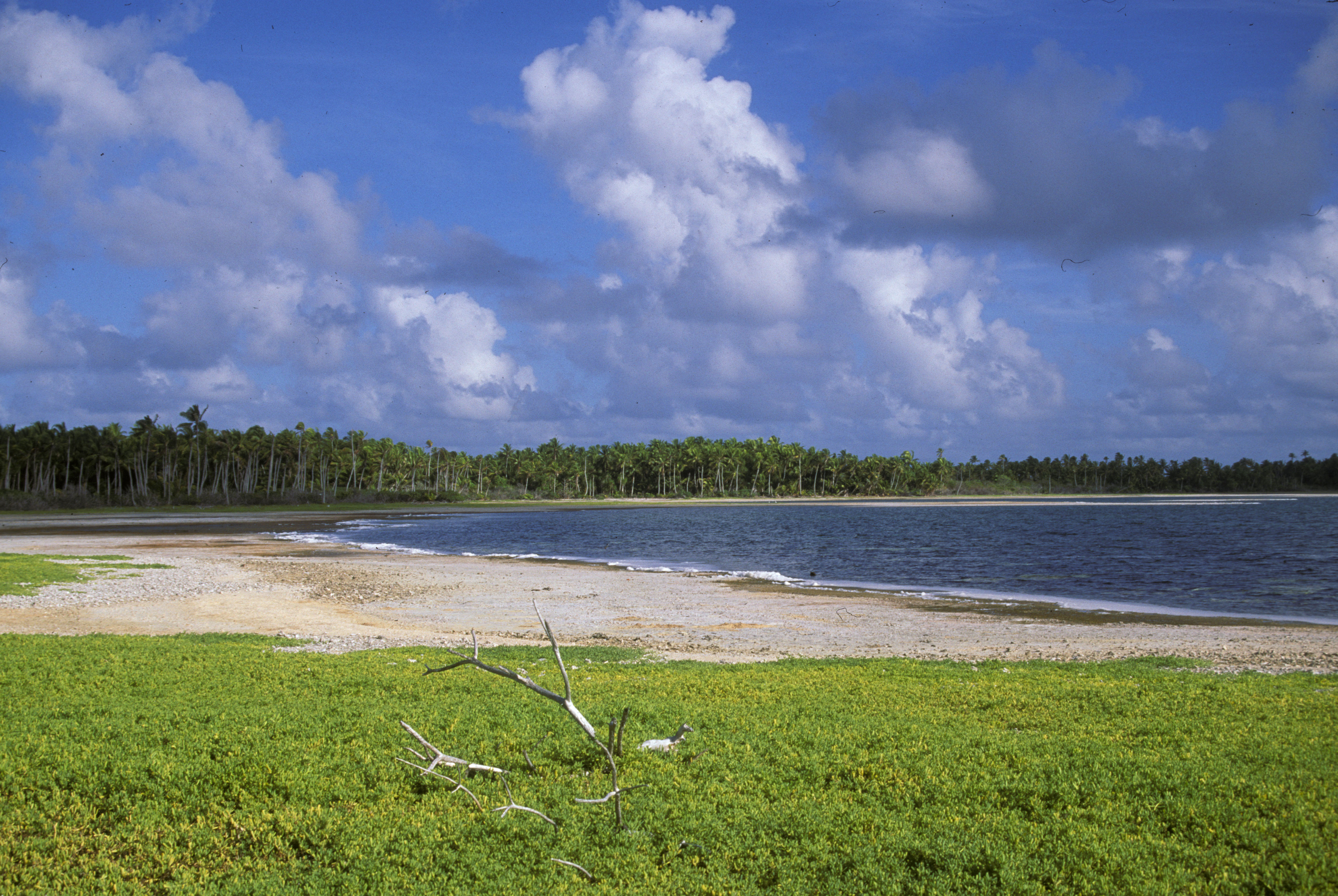
Die innere Lagune von Manra
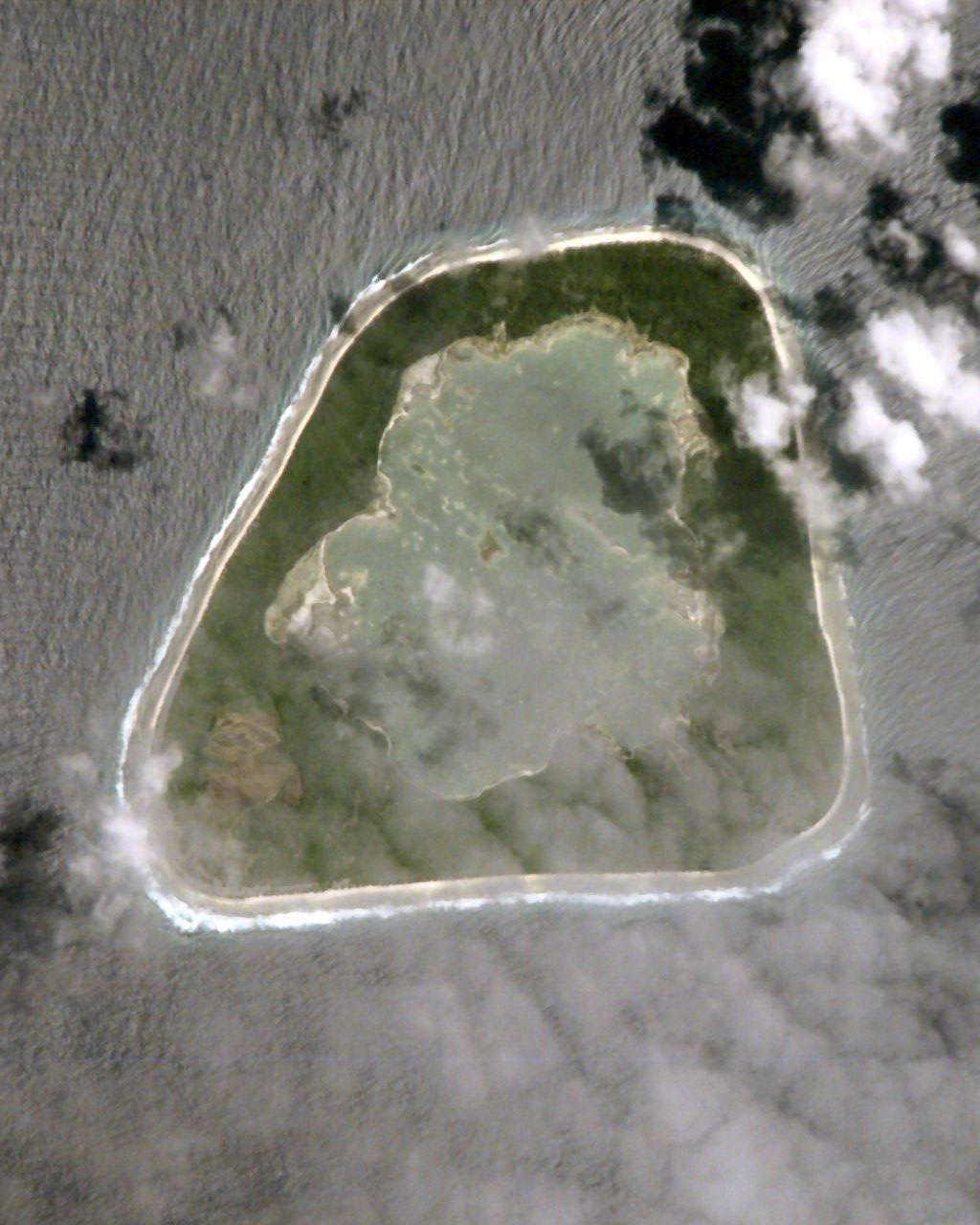
NASA-Aufnahme des Manra-Atolls
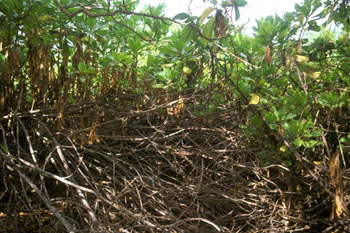
Dichter Scaevola-Bewuchs auf Manra